# Abdulaziz bin Saud

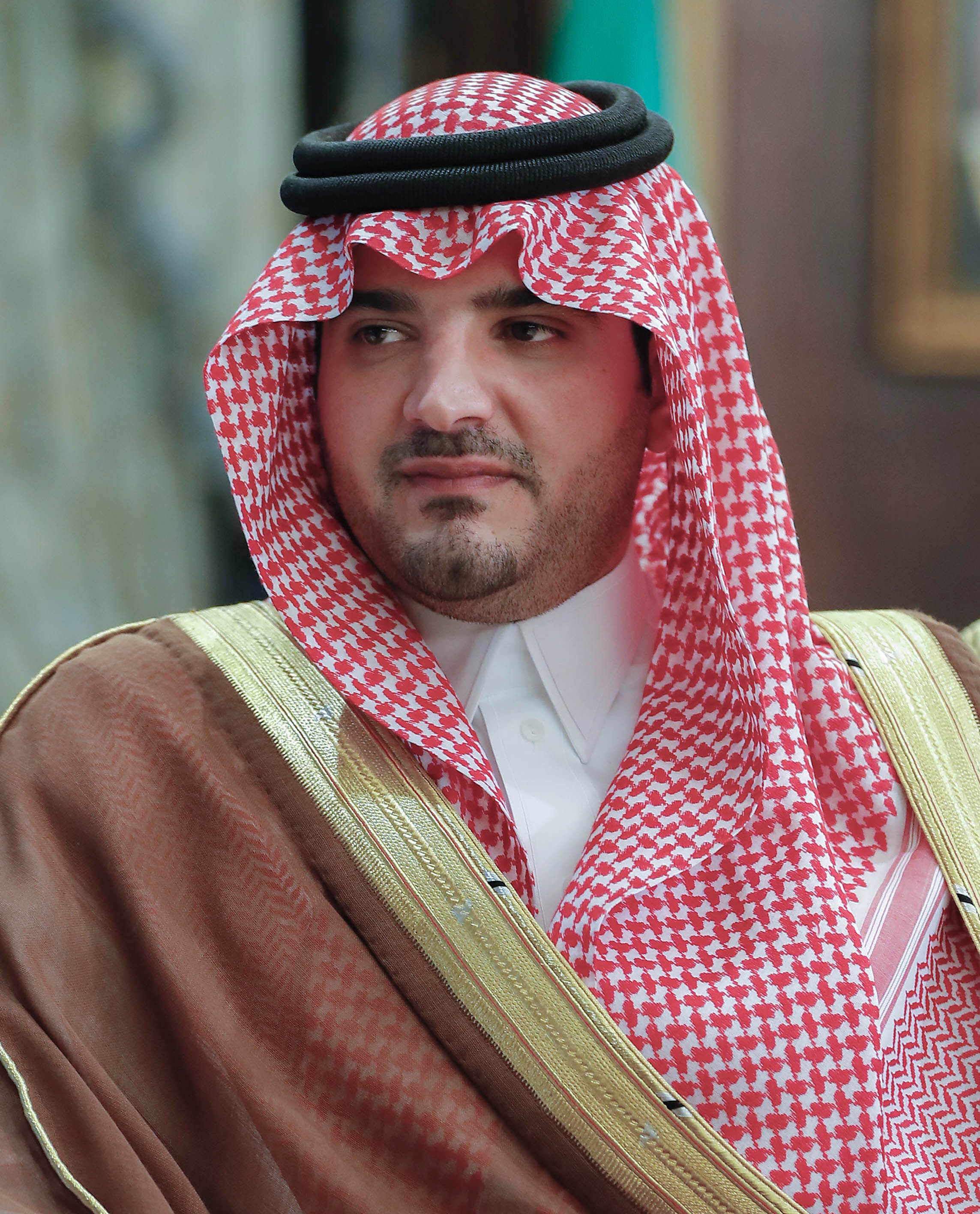
Abdulaziz bin Saud

Prinz Abdulaziz bin Saud bin Naif bin Abdulaziz Al Saud (arabisch عبد العزيز بن سعود آل سعود, DMG Abd al-ʿAzīz bin Saud bin Nāyif bin ʿAbd al-ʿAzīz Āl Saʿūd; * 4. November 1983 in Riad) ist ein saudi-arabischer Politiker und Mitglied der Saudi-Dynastie. Er ist seit Juni 2017 Innenminister des Königreichs Saudi-Arabien. Sein Großvater war der verstorbene Kronprinz Naif. Der ehemalige Kronprinz Mohammed bin Naif ist sein Onkel.

## Leben
Abdulaziz bin Saud wurde 1983 in Riad geboren. Sein Vater, Saud bin Naif, ist Gouverneur der Provinz asch-Scharqiyya. Sein Großvater ist der verstorbene Kronprinz Naif. Seine Mutter ist Abir bint Faisal bin Turki Al Saud.
Abdulaziz bin Saud besuchte die Dhahran Private School. Er hat einen Abschluss in Jura von der König-Saud-Universität. 2017 wurde er zum bisher jüngsten Innenminister des Landes ernannt. Davor arbeitete er unter anderem zuerst als Berater im Verteidigungsministerium und später als Berater im Innenministerium. Kurz nach seiner Ernennung wurden einige seiner Zuständigkeitsbereiche an eine andere Staatsorganisation übertragen und damit sein Einfluss begrenzt.

## Familie
Abdulaziz bin Saud ist mit seiner Tante 2. Grades, Mudhi bint Ahmed, einer Tochter seines Großonkels Ahmed, verheiratet und Vater von vier Söhnen und einer 2022 geborenen Tochter.

## Vorfahren
| Ahnentafel Prinz Abdulaziz | Ahnentafel Prinz Abdulaziz          | Ahnentafel Prinz Abdulaziz            | Ahnentafel Prinz Abdulaziz                                                  | Ahnentafel Prinz Abdulaziz         | Ahnentafel Prinz Abdulaziz          | Ahnentafel Prinz Abdulaziz                                      | Ahnentafel Prinz Abdulaziz          | Ahnentafel Prinz Abdulaziz            |
| -------------------------- | ----------------------------------- | ------------------------------------- | --------------------------------------------------------------------------- | ---------------------------------- | ----------------------------------- | --------------------------------------------------------------- | ----------------------------------- | ------------------------------------- |
| Ururgroßeltern             | Emir Abdul Rahman ⚭ Sara Al Sudairi | Ahmed Al Sudairi ⚭ Sharifa Al Suwaidi | Prinz Musaid Al Jiluwi Al Saud ⚭ Prinzessin al-Jawhara Al Thunayyan Al Saud | Musaid Al Mutayri ⚭ ?              | Prinz Abdullah bin Saud Al Saud ⚭ ? | Prinz Abdullah bin Faisal Al Saud ⚭ Ruqayya bint Shaya Al Fjiri | Emir Abdul Rahman ⚭ Sara Al Sudairi | Ahmed Al Sudairi ⚭ Sharifa Al Suwaidi |
| Urgroßeltern               | König Abdulaziz ⚭ Hussa Al Sudairi  | König Abdulaziz ⚭ Hussa Al Sudairi    | Prinz Abdulaziz ⚭ Tarfa Al Mutayri                                          | Prinz Abdulaziz ⚭ Tarfa Al Mutayri | Prinz Turki ⚭ Prinzessin Sara       | Prinz Turki ⚭ Prinzessin Sara                                   | König Abdulaziz ⚭ Hussa Al Sudairi  | König Abdulaziz ⚭ Hussa Al Sudairi    |
| Großeltern                 | Prinz Naif ⚭ Prinzessin al-Jawhara  | Prinz Naif ⚭ Prinzessin al-Jawhara    | Prinz Naif ⚭ Prinzessin al-Jawhara                                          | Prinz Naif ⚭ Prinzessin al-Jawhara | Prinz Faisal ⚭ Prinzessin Lulua     | Prinz Faisal ⚭ Prinzessin Lulua                                 | Prinz Faisal ⚭ Prinzessin Lulua     | Prinz Faisal ⚭ Prinzessin Lulua       |
| Eltern                     | Prinz Saud ⚭ Prinzessin Abir        | Prinz Saud ⚭ Prinzessin Abir          | Prinz Saud ⚭ Prinzessin Abir                                                | Prinz Saud ⚭ Prinzessin Abir       | Prinz Saud ⚭ Prinzessin Abir        | Prinz Saud ⚭ Prinzessin Abir                                    | Prinz Saud ⚭ Prinzessin Abir        | Prinz Saud ⚭ Prinzessin Abir          |